# Selección femenina de balonmano de la República Democrática del Congo
La selección femenina de balonmano de la República Democrática del Congo es la selección de féminas de balonmano de la República Democrática del Congo, que representa a su país en la competiciones internacionales de selecciones.

## Historial

### Juegos Olímpicos
- 1972 - No participó
- 1976 - No participó
- 1980 - No participó
- 1984 - No participó
- 1988 - No participó
- 1992 - No participó
- 1996 - No participó
- 2000 - No participó
- 2004 - No participó
- 2008 - No participó
- 2012 - No participó
- 2016 - No participó
- 2020 - No participó

### Campeonatos del Mundo
- 1957 - No participó
- 1962 - No participó
- 1965 - No participó
- 1973 - No participó
- 1975 - No participó
- 1978 - No participó
- 1982 - No participó
- 1986 - No participó
- 1990 - No participó
- 1993 - No participó
- 1995 - No participó
- 1997 - No participó
- 1999 - No participó
- 2001 - No participó
- 2003 - No participó
- 2005 - No participó
- 2007 - No participó
- 2009 - No participó
- 2011 - No participó
- 2013 - 20.ª plaza
- 2015 - 24.ª plaza
- 2017 - No participó
- 2019 - 20.ª plaza
- 2021 - No participó

### Campeonato Africano
- 1974 - No participó
- 1976 - No participó
- 1979 - No participó
- 1981 - No participó
- 1983 - No participó
- 1985 - No participó
- 1987 - No participó
- 1989 - No participó
- 1991 - No participó
- 1992 - 8.ª plaza
- 1994 - No participó
- 1996 - No participó
- 1998 - No participó
- 2000 - No participó
- 2002 - 8.ª plaza
- 2004 - 7.ª plaza
- 2006 - 6.ª plaza
- 2008 - 5.ª plaza
- 2010 - 8.ª plaza
- 2012 -  Medalla de bronce
- 2014 -  Medalla de plata
- 2016 - 8.ª plaza
- 2018 -  Medalla de bronce
- 2021 - 6.ª plaza